# Jason X
Jason X is een Amerikaanse sciencefiction/slasher-film uit 2001, met Kane Hodder als Jason Voorhees. Het is de tiende film uit de Friday the 13th-filmserie, volgend op Jason Goes to Hell: The Final Friday.
De film speelt zich af in de toekomst: de openingsscène speelt zich af in ten minste 2010 en vertelt ons dat Jason sinds 2008 gevangen heeft gezeten. Dit is gedaan om de continuïteit van de filmserie te bewaren, omdat Freddy vs. Jason nog steeds ontwikkeld werd.

## Rolverdeling
- Kane Hodder - Jason Voorhees/Uber-Jason
- Lexa Doig - Rowan
- Chuck Campbell - Tsunaron
- Jeff Geddis - Johnson (1e soldaat)
- David Cronenberg - Dr. Wimmer
- Markus Parilo - Sergeant Marcus (als Marcus Parilo)
- Jonathan Potts - Professor Lowe
- Lisa Ryder - Kay-Em 14
- Dov Tiefenbach - Azrael
- Melyssa Ade - Janessa